# Reliance Industries
Reliance Industries Limited è la più grande compagnia privata indiana (la seconda se si considera come indiana la ArcelorMittal, derivata dalla fusione della indiana Mittal e dell'europea Arcelor che ha sede in Europa) con un fatturato di circa 19,976 miliardi di dollari americani e profitti che superano i 2 miliardi. È stata fondata dal magnate indiano Dhirubhai Ambani nel 1966, ma è stato negli anni '70 che il gruppo si è espanso fino a diventare ciò che è ora. Alla morte di Dhirubhai Ambani, il gruppo è stato ereditato dai suoi due figli, Mukesh e Anil Ambani, ma a causa di dissapori tra questi è stato diviso tra i due fratelli nel 2006, il primo ha mantenuto il nome dell'azienda fondata dal padre, mentre Anil Ambani ha fondato la Anil Dhirubhai Ambani Group, in cui ha incluso la Reliance Communications.

## Proprietà
Il sito web della compagnia dice che "1 investitore su 4 in India è un azionista della Reliance". Reliance Industries ha più di 3 milioni di azionisti nel mondo, e questo la rende una delle aziende più frazionate del mondo e con un maggior numero di proprietari, dopo la divisione del gruppo nel 2006 questa situazione non è cambiata, il gruppo è quotato alla borsa indiana e il titolo è oggetto di apprezzamento da parte di molti economisti per il suo andamento.

## Prodotti
Reliance Industries Limited produce un grande assortimento di prodotti petroliferi, petrolchimici, inoltre produce fibre e prodotti per la tessitura, e produce anche vestiario (sotto il marchio Vimal).

## Sussidiarie
La Reliance Industries Limited opera attraverso alcune aziende sussidiarie:
- Reliance Petroleum Limited - Reliance Petroleum Limited (RPL) è una controllata di Reliance Industries Limited (RIL) ed è stata creata per sfruttare l'opportunità emergenti, la creazione di valore nel settore della raffinazione a livello mondiale.
- Reliance Solar Limited Archiviato il 17 marzo 2010 in Internet Archive. - Iniziativa per l'energia solare di Reliance Group mira a portare i sistemi di energia solare e le soluzioni in primo luogo le zone isolate e rurali e portare a una trasformazione della qualità della vita.
- Reliance Life Sciences - Reliance Life Sciences è una iniziativa diversificata e integrata delle biotecnologie del gruppo Reliance delle imprese, in India la più grande impresa del settore privato.
- Reliance Industrial Infrastructure Limited - Reliance Industrial Infrastructure Limited (RIIL), un Reliance Group Company, è principalmente impegnata in attività di costituzione e di funzionamento delle infrastrutture industriali che coinvolgono i servizi di leasing e di fornitura con il software del computer e l'elaborazione dei dati.
- Reliance Life Sciences - Reliance Istituto di Scienze della Vita (Rils), istituito dalla Fondazione Dhirubhai Ambani, è un istituto di istruzione superiore in vari settori delle scienze della vita e delle tecnologie correlate.
- Reliance Logistics - Reliance Logistics (P) Ltd, ein Unternehmen Reliance-Gruppe, ist ein einziges Fenster Lösungsanbieter für alle Ihre Transport, Distribution, Lagerung, Logistik-und Supply-Chain-Bedürfnisse.
- Reliance Clinical Research Services - Reliance Clinical Research Services (RCRS), ein Unternehmen Reliance-Gruppe, ist ein Contract Research Organization (CRO) und ihre hundertprozentige Tochtergesellschaft von Reliance Life Sciences, die auf Weltniveau bieten Dienstleistungen für die klinische Forschung, Pharma, Biotechnologie und medizinische Geräte soll.
- Relicord - Relicord, un Reliance Life Sciences (RLS) di iniziativa, offrendo servizi di sangue cordone bancario è sostenuto da Reliance Group, in India la più grande casa aziendale.

## Forza del gruppo
- RIL compare nella lista Fortune Global 500 (una lista delle maggiori aziende del mondo per fatturato) alla posizione 342[2].
- RIL compare nella lista Forbes Global 2000 del 2005 alla posizione 298[3].
- RIL è l'unica compagnia privata indiana ad essere presente nella lista Top-500 companies in the world in terms of market value della rivista Business Week's The Global 1000 List nel luglio 2004.

## Critiche

### I legami commerciali di Reliance con la Russia
Reliance Industries è stata criticata per aver mantenuto relazioni commerciali con la Russia nonostante le sanzioni internazionali imposte dopo l'invasione dell'Ucraina nel 2022. L'azienda ha stretto accordi energetici con il colosso petrolifero russo Rosneft, suscitando preoccupazioni sul suo allineamento con gli sforzi globali per ridurre i legami economici con la Russia. Reliance è stata inclusa su Leave Russia, una piattaforma che monitora le aziende ancora attive nel mercato russo, aumentando le critiche sul suo ruolo nelle esportazioni energetiche russe.